# Gavin Hamilton (2e baron Hamilton de Dalzell)
Gavin George Hamilton, 2e baron Hamilton de Dalzell, (29 juin 1872 - 23 juin 1952), est un homme politique libéral écossais.

## Biographie
Il est le fils de John Hamilton (1er baron Hamilton de Dalzell), et de son épouse Emily Eleanor, fille d'Alexander Leslie-Melville, 10e comte de Leven. Il est nommé sous-lieutenant dans la garde écossaise le 30 mars 1892 et promu lieutenant le 20 mars 1897, mais démissionne et a été nommé à la Réserve en janvier 1900 avec le grade de capitaine. Il se porte volontaire pour servir dans la seconde guerre des Boers en Afrique du Sud le mois suivant et est nommé lieutenant dans le 4e bataillon impérial Yeomanry le 17 février 1900. Attaché à la 28e compagnie (Bedfordshire), il quitte Albert Docks dans le SS Kent au début de février 1900  et arrive en Afrique du Sud le mois suivant.
Il succède à son père dans la baronnie en 1900 et prend place sur les bancs libéraux de la Chambre des lords. De 1905 à 1911, il sert sous Henry Campbell-Bannerman et plus tard Herbert Henry Asquith comme Lord-in-waiting (whip du gouvernement à la Chambre des Lords).
Il est nommé lieutenant-adjoint du Lanarkshire en septembre 1901 et Lord Lieutenant du Lanarkshire entre 1938 et 1952. En 1909, il est fait chevalier du chardon.
Lord Hamilton de Dalzell épouse Sybil Mary, fille du lieutenant-général Sir Frederick Marshall, en 1912. Elle est décédée en 1933. Hamilton lui a survécu pendant dix-neuf ans et est décédé en juin 1952, à l'âge de 79 ans. Il est remplacé dans la baronnie par son neveu John (1911-1990).